# حصار إفريقيا
بدأ الحصار المفروض على إفريقيا في عام 1808بعد أن حظرت المملكة المتحدة تجارة العبيد عبر المحيط الأطلسي، وأصبح نقل العبيد عبر السفن البريطانيّة غير قانوني. أسّست البحرية الملكية البريطانيّة على الفور وجودًا قبالة إفريقيا لفرض الحظر، وأطلقت عليه اسم «سرب غرب إفريقيا». كان الحظر في البداية مطبّقًا على السفن البريطانيّة فقط، لكنّ المملكة المتحدة تفاوضت وعقدت اتّفاقيّات تستطيع بموجبها اعتراض طريق سفن أخرى للبحث عن العبيد، وتطبيق القانون. اُستثنت الولايات المتحدّة من هذا الاتّفاق لأنها رفضته، ألغى القانون في عام 1807 تقنيًّا تجارة العبيد عبر القارات في الولايات المتحدة، لكن الحظر لم يُنفّذ على نطاق واسع، وهربت الكثير من سفن العبيد من الحصار متجهةً إلى جنوب الولايات المتحدة.
سخّرت البحرية الأمريكية منذ عام 1819 بعض الجهود لمنع تجارة العبيد. وتألّفت معظمها من دوريات على شواطئ الأمريكتين وفي منتصف المحيط الأطلسي، ولم تنجح كلها في تلك المهمة، بسبب صعوبة اعتراض السفن في منتصف المحيط. كجزء من معاهدة ويبستر-آشبورتون لعام1842 ، اُتفِّق على أن كلا البلدين سيعملان سوية على إلغاء تجارة العبيد، واستمرار الحصار المفروض على إفريقيا. استمرّت مشاركة البحرية الأمريكية حتى بداية الحرب الأهلية الأمريكية في عام .1861 منحت حكومة لينكولن في العام التالي المملكة المتحدة السلطة الكاملة لاعتراض السفن الأمريكية. بقي سرب البحرية الملكية في العملية حتى عام1870 .

## اشتراك الولايات المتحدّة الأمريكيّة
ينص قانون تجارة العبيد لعام 1807على ما يلي:
تعتبر تجارة العبيد الأفارقة، وجميع أنواع التعامل والتداول من شراء، أو بيع، أو مقايضة، أو نقل العبيد، أو الأشخاص المُراد بيعهم، أو استخدامهم، أو التعامل معهم كعبيد، التي تنفّذ في أي جزء من الساحل الإفريقي أو بلدان إفريقيا، ممنوعة تمامًا ومحظورة وغير قانونية.
تُضبَط بموجب هذا القانون أي سفينة تُقلّ عبيدًا، ويجب دفع غرامة قدرها مئة جنيه إسترليني عن كل شخص مُستعبَد. وتُدفَع عادةً هذه الغرامة من قبطان السفينة.
أُرسلَت من أجل فرض ذلك سفينتَين إلى الساحل الأفريقي، وكانت مهمتهما الأساسية منع الرعايا البريطانيين من تجارة العبيد، وكذلك تعطيل تجارة العبيد لأعداء المملكة المتحدة خلال حروب نابليون.

### الدبلوماسيّة
سمح القانون الأصلي لعام 1807 بتفتيش السفن البريطانية فقط. تمكّنت لسوء الحظ العديد من السفن من العثور على ثغرات في عملية التفتيش، ممّا تسبّب بفرض المزيد من التدابير في أواخر القرن التاسع عشر. استورد ما يقارب30000 أفريقي بشكل غير قانوني. في عام 1810، وتحت ضغط دبلوماسي كبير، وُقّعت اتفاقية مع البرتغال لتوسيع سلطة البحرية الملكية. في عام 1815، عززت البرتغال تشريعاتها الخاصة بمكافحة تجارة العبيد من خلال إلغاء كل التجارة شمال خط الاستواء، ما أتاح للبحرية الملكية حرّية أكبر في التصرّف. مع انتهاء حروب نابليون، حصلت بريطانيا على معاهدات مع العديد من القوى الأخرى بما في ذلك فرنسا، التي ألغت تجارتها بالكامل في عام 1815 (لكنّها لم تذعن لقرار التفتيش)، وإسبانيا التي وافقت على وقف التجارة شمال خط الاستواء في عام 1818، وجنوب خط الاستواء بحلول عام 1820. أُدرَج بند في مؤتمر فيينا دعا إلى إلغاء التجارة في نهاية المطاف من قبل جميع الموقّعين. في عام 1826، وقّعت البرازيل اتفاقية مماثلة لاتفاقية البرتغال، وتوقّفت عن التجارة شمال خط الاستواء.
حاولت المملكة المتحدّة أن تبقى ضمن القوانين الدولية البدائية في ذلك الوقت، خلال عملها في قمع تجارة العبيد، إذ حوكم النخاسون في المحاكم، ونُقلَت السفن البريطانية إلى محاكم نوّاب الأميرالية، وسفن الدول الأجنبية التي لديها معاهدات مع المملكة المتحدة إلى محاكم اللجان المختلطة. كان لمحاكم اللجان المختلطة تمثيل من المملكة المتحدة والدولة الأخرى المعنية، لضمان محاكمة عادلة. أُنشئَت العديد منها في النقاط الرئيسية على طول ساحل إفريقيا وجزرها. لكن رفض القوى الأخرى قلَّل إلى حد كبير من قدرة المحاكم على العمل، إذ لم يصل التمثيل الأجنبي في بعض الأحيان، أو وصل متأخراً، مثل السفير البرازيلي، والذي لم يصل حتى عام 1828، على الرغم من افتتاح المحكمة في عام 1826، وألغى كل الأحكام التي نُفّذت في غيابه.
بالإضافة إلى القضايا المتعلقة بمحاكم اللجان المختلطة، بُنيَ تفويض البحرية في مراقبة التجارة على مجموعة من المعاهدات الدبلوماسية المعقّدة والضعيفة في كثير من الأحيان بين المملكة المتحدّة والدول الأخرى. وقّعت الاتفاقات بالإكراه، وكانت ضعيفة جدًا في التطبيق. عند مراقبة السفن الأجنبية، كان لابد من وجود عبيد على متن السفينة وقت الحجز لإدانة المُتّهم. خلافًا لقانون بريطانيا لعام 1807، لم يكن هناك بند خاص بالمعدّات، مما يعني أنه لا يُمكن القبض على سفن العبيد التي تحمل ما كان واضحًا أنها معدات لنقل العبيد، دون وجود عبيد على متنها وقت التفتيش. لم يُصحّح هذا الخلل الكبير، الذي قلّص إلى حد كبير من جهود القوات البحرية، وتسبب في خرق بعض ضباط البحرية للقانون حتى 1830. نتيجة شعورها بالإحباط لعدم إحراز تقدّم، أخضعت الحكومة البريطانية في عام 1839 السفن البرتغالية للولاية القضائية البريطانية، وفعلت الشيء نفسه للسفن البرازيلية في عام1845. كانت هذه خطوة غير مسبوقة، خضعت على إثرها السفن الأجنبية للقانون البريطاني بانضباط أكبر، وطُبّقت بموجبها عقوبات أكثر صرامة على تجارة العبيد.
قاومت بعض الدول، مثل الولايات المتحدة، الإكراه البريطاني. كانت الولايات المتحدة تؤمن بحرية البحار، ورفضت عدّة مرّات أحقّية البحرية الملكية البريطانية في تفتيش سفنها، على الرغم من رفع العديد من تجّار العبيد الأعلام الأمريكية الكاذبة، لتجنّب التفتيش. وعُرِف بعض تجار العبيد في ولايات جنوب الولايات المتحدة. ممّا تسبب في العديد من الحوادث الدبلوماسية، إذ عمد العديد من الضبّاط المُحبطين من موقف الولايات المتحدّة إلى تفتيش سفنها للقبض على العبيد الذين على متنها، مخالفينَ الأوامر. سُمعت العديد من الأصوات المعادية لهذه التصرّفات في الكونغرس الأمريكي، إذ صرّح جون فورسيث في عام 1841 أن «إصرار» السفن الحربية البريطانية «غير مبرّر» و «مُدمِّر» للمصالح الخاصة، وسوف يؤثّر حتمًا على تناغم البلدين. شهد عام 1842 تحسّنًا في العلاقات الدبلوماسية، إذ سمحت الولايات المتحدة بتفتيش السفن الأمريكية، فقط في حال وجود ضابط أمريكي مرافق. 
توقّفت البرتغال مع بداية الخمسينيات من القرن التاسع عشر تمامًا عن تجارة العبيد (1836)، وتوقّفت إسبانيا أيضًا، في حين بقيت كوبا ميناءً نشطًا لتجارة العبيد آنذاك. استمرت البرازيل في تحدّي التدخل البريطاني، ولم تتوقّف التجارة البرازيلية حتى عام 1852 عندما بدأ اللورد بالمرستون باستخدام القوة وفق تعاليم الباكس بريتانكا (التي تعني السلام البريطاني باللغة اللاتينية).